# 헤클러운트코흐 XM8
XM8은 미군에서 사용되고 있는 M16 소총을 대체하기 위해 개발된 헤클러&코흐 사의 돌격소총이다.

## 대중 문화
- 픽셀건 3D에서 헬레이저라는 이름으로 디자인이 약간 변경된 상태로 등장한다.
- 로블록스 에너지 공격에서 XM8이라는 이름으로 나온다.

## 개요
미군 차기 제식소총을 노리고 개발된 XM8 소총은 이미 높은 평가를 받고 있는 G36을 기본 설계로 하여 강화 플라스틱 등의 신소재가 많이 사용되었다. 이 소재는 자유로운 가공이 가능하여, 총의 형태를 인체공학적으로 설계하여 사용자의 몸에 잘 맞고, 자연스러운 자세로 사격할 수 있도록 하였다. 그리고 가장 중요한 문제인 반동을 줄여서 명중률을 향상시키는 것도 가능하게 하였다. 실제로 총의 설계가 우수하여 반동과 총구 앙등 현상(Muzzle Jump : 사격 시에 총구가 위로 올라가는 현상)도 적기 때문에, 완전 자동으로 사격해도 명중률이 매우 뛰어나다. 총 자체도 가볍고 반동이 적어서 한 손으로도 완전 자동 사격이 가능하다고 하지만 실제로는 소총 탄환의 반동이 꽤 세서 한손 사격은 어렵다.
그 외에도 XM8은 매우 범용성이 높아서, 몇몇 부품을 교환하는 것으로 소총 한 정을 카빈, 컴팩트 카빈, 샤프슈터, 경기관총으로 사용할 수 있으며, 부품 교환도 간단하다(맨손으로 핀을 뽑고 스톡이나 배럴 등을 교환할 수 있다). M16 등에 쓰이는 가스 직동식이 아닌 가스 피스톤 방식을 채택하여 총 내부가 더러워지기 어렵다. 그래서 2천 발 연속으로 사격한 뒤에도 청소를 필요로 하지 않는다.
실제로 2007년 7월에 행해진 신뢰성 비교 테스트에서 XM8은 SCAR-L MK.16, HK416, M4A1 카빈을 제치고 가장 우수한 성적을 거두었다. 그 내용은 테스트 대상 소총 10정을 35시간에 걸쳐 오염시킨 뒤 각각 6천 발씩 총 6만 발을 사격하는 것이었다.
- 테스트 결과/급탄 불량 횟수

XM8 - 127회
SCAR-L MK.16 - 226회(심각한 고장 16회)
HK416 - 233회
M4A1 카빈 - 882회(심각한 고장 19회)
총 상부에 있는 Integrated Sight Module(ISM)은 도트사이트 방식의 적외선 포인터(배율은 1배), 광학 사이트(4배), 적외선 조사 장치를 포함한다. 장전 손잡이는 좌우 어느 쪽에서도 조작이 가능하며, 핸드가드에 총검을 장착할 수도 있다. 폴리머 탄창을 사용하여 금속 탄창보다 30% 가볍다. 그 외에 40mm 유탄발사기와 12게이지 산탄총도 XM8에 장착할 수 있다.
XM8 소총은 2005년에 미군의 차기 제식소총으로 발표되었지만, 해병대와 특수부대의 거센 반발로 인해 결정이 번복되어, 2005년 4월 채용이 연기되었으며, 2005년 10월 31일에 정식으로 취소되었다. 가격이 매우 비쌌기 때문이었다. 매우 혁신적인 이 돌격소총이 향후에 채용될 수 있을지는 알 수 없다.
한편 헤클러&코흐 사는 이 총을 블랙워터를 비롯한 많은 민간 군사 기업(PMC)에 판매하는 것으로 보이며, 말레이시아 군에서 관심을 가져 테스트한 바 있다. 2010년 개최된 말레이시아 해군 76주년 행사에서 XM8 소총이 해군 특수부대 PASKAL에 의해 운용되고 있는 것이 확인되었다.

## 말레이시아의 움직임
미군의 XM8 소총 채택이 실패한 후, XM8 프로젝트는 자연히 독일의 헤클러&코흐로 되돌아갔다. 현재 헤클러&코흐는 XM8을 해외 시장에 홍보하고 있으며, 독일 연방군 및 경찰에도 제의한 바 있다.
이 같은 움직임은 말레이시아군으로 하여금 XM8 프로젝트에 관심을 갖도록 하였다. Majalah TEMPUR 2007년 4월호의 정보에 따르면, 헤클러&코흐가 자사의 각종 소총들에 대한 테스트를 시행한 이후, 말레이시아군은 XM8 소총을 채택할 의사를 밝혔으며, 말레이시아군 및 경찰의 테스트를 받을 기회를 제공하였다.
이전의 말레이시아군은 콜트의 M4 카빈, M16 소총, 그리고 슈타이어 AUG를 비롯한 다양한 개인 화기를 사용하였으며, 심지어 M4A1 카빈을 생산할 목적으로 SME Ordnance의 공장도 보유하고 있다.
만일 XM8의 채택을 말레이시아군에서 고려하고 있다는 TEMPUR의 내용이 사실로 밝혀진다면, 이것은 말레이시아가 아시아에서 헤클러&코흐의 무기 체계를 제식 채용할 최초의 국가가 됨은 물론, Scorpene 잠수함 건조에 이어서 말레이시아의 방위 산업이 향후 미국과 영국, 일본, 싱가포르 등과 맞먹는 최신예 수준으로 발전하게 될 것을 의미한다.

## 같이 보기
- G36 소총
- HK416
- FN SCAR
- M4 카빈
- 헤클러&코흐